# 삼미그룹
삼미그룹은 대치동에 위치했던 대한민국의 과거의 특수강 전문 제조 기업이다. 1954년 "대일기업"이라는 그룹 이름으로 김두식에 의해 사업이 시작되었다. 원목의 수입과 판매 등 무역업으로 기업 활동을 시작했다. 부회장은 서상록(徐相祿)이었다.
1970년대 초반 창원 기계공업단지에 특수강 생산공장인 창원제강소를 건설하고, 이후 방위산업업체로 지정되어 중화학공업 육성책의 지원을 받아 고속성장가도를 달렸다.
IMF 구제금융 요청 사태로 인해 1997년 부도, 해체, 상장 폐지되었다. 당시 재계 26위이었고, 법정관리 신청 후 이 충격의 여파로 투자심리가 얼어붙어 종합주가지수가 큰 폭으로 하락했다.
한편, 삼미그룹에서 분사한 기업으로 삼미정보시스템이 있다.